# Microgramma squamulosa
Microgramma squamulosa là một loài thực vật có mạch trong họ Polypodiaceae. Loài này được (Kaulf.) de la Sota miêu tả khoa học đầu tiên năm 1961.